# 歌劇「竹取物語」
『歌劇「竹取物語」』（かげき たけとりものがたり）は、2014年初演の日本で製作されたオペラ。全5景。

## 概要
滋賀県立芸術劇場 びわ湖ホールの芸術監督 沼尻竜典によって作曲された。内容は日本最古の物語の『竹取物語』（かぐや姫）の話である。
2014年1月18日に横浜みなとみらいホールにて初演（演奏会形式）を迎えたのち、2015年2月6日、7日には、ベトナム・ハノイオペラハウスにて世界初舞台上演もされた。
2022年には和製オペラには珍しい4会場目の公演が計画された。

## 登場人物
- かぐや姫 (ソプラノ)
- 翁 (バリトン)
- 媼 (メゾソプラノ)
- 帝 (バス・バリトン)
- 石作皇子 (テノール)
- 庫持皇子 (バリトン)
- 阿倍御主人 (バリトン)
- 大伴御行 (バリトン)
- 石上麻呂足 (バス・バリトン)
- 大将 (テノール)
- 月よりの使者 (メゾソプラノ)
- 石上麻呂足の使者 (ボーイソプラノ)
- 職人たち (テノール、バリトン)
- 合唱

## 曲目一覧

### 1景
- 序奏
- おじいさんのアリア
- いのり
- 発見
- 夫婦のデュエット
- 子守唄

### 2景
- おばあさんのアリア
- デュエットと三重奏
- かぐや姫の出題
- 五人の決意

### 3景
- 石作皇子
- 庫持皇子
- 職人たち
- 阿倍御主人
- 阿倍御主人との四重奏
- 大伴御行
- 石上麻呂足の使者

### 4景
- 帝のアリア
- お忍びの間奏曲
- 拒絶のデュエット
- おわかりですか
- 約束のデュエット

### 5景
- おばあさんの心配
- 月の間奏曲
- 姫の告白
- 走るお爺さんの間奏曲
- 大将の号令
- いくさだ！いくさだ！
- 月の使者
- 告別のアリア
- 帝へ捧げるアリア
- 光の環の中を
- ぼろぼろの帝
- エンディングコーラス